# Raketni napad na Vinico
14. julija 2022 so ruske oborožene sile izvedle raketni napad na ukrajinsko mesto Vinica v osrednji Ukrajini, pri čemer je bilo ubitih najmanj 24 ljudi, vključno s 3 otroki, in ranjenih najmanj 100 drugih.
Okoli 10.10 se je v mestu oglasil alarm za nevarnost zračnega napada. Okoli 10.42 so lokalni prebivalci poročali o treh eksplozijah v mestu. Pred tem so lokalni prebivalci opazili raketo, ki je letela nad mestoma Beršad in Vinico.

## Odzivi
Predsednik Ukrajine Volodimir Zelenski je v svojem kanalu Telegram zapisal: »Vinica. Rakete v središču mesta. So ranjeni in ubiti, med njimi je tudi otrok. Rusija vsak dan uničuje civilno prebivalstvo, ubija ukrajinske otroke, usmerja rakete na civilne objekte. Kjer ni nič vojaškega. Kaj je to, če ne odkriti teroristični napad? V ljudeh. Država morilcev. Država teroristov."

## Galerija
- Otroški voziček in ostanki trupla
- Mrtvo telo otroka
- Mesto udara rakete